# Izland az 1994. évi téli olimpiai játékokon
Izland a norvégiai Lillehammerben megrendezett 1994. évi téli olimpiai játékok egyik részt vevő nemzete volt. Az országot az olimpián 2 sportágban 5 sportoló képviselte, akik érmet nem szereztek.

## Alpesisí
Férfi
| Versenyző          | Versenyszám      | 1. futam      | 1. futam      | 2. futam | 2. futam | Összesítés | Összesítés |
| Versenyző          | Versenyszám      | Idő           | Hely.         | Idő      | Hely.    | Idő        | Helyezés   |
| ------------------ | ---------------- | ------------- | ------------- | -------- | -------- | ---------- | ---------- |
| Haukur Arnórsson   | Műlesiklás       | nem ért célba | nem ért célba | kiesett  | kiesett  | kiesett    | kiesett    |
| Kristinn Björnsson | Műlesiklás       | nem ért célba | nem ért célba | kiesett  | kiesett  | kiesett    | kiesett    |
| Kristinn Björnsson | Óriás-műlesiklás | 1:33,88       | 38.           | 1:27,28  | 28.*     | 3:01,16    | 30.        |

Női
| Versenyző           | Versenyszám            | 1. futam | 1. futam | 2. futam | 2. futam | Összesítés    | Összesítés    |
| Versenyző           | Versenyszám            | Idő      | Hely.    | Idő      | Hely.    | Idő           | Helyezés      |
| ------------------- | ---------------------- | -------- | -------- | -------- | -------- | ------------- | ------------- |
| Ásta Halldórsdóttir | Műlesiklás             | 1:01,86  | 23.      | 59,69    | 21.      | 2:01,55       | 20.*          |
| Ásta Halldórsdóttir | Óriás-műlesiklás       | 1:28,02  | 34.      | 1:16,18  | 23.      | 2:44,20       | 23.           |
| Ásta Halldórsdóttir | Szuperóriás-műlesiklás |          |          |          |          | nem ért célba | nem ért célba |

* - egy másik versenyzővel azonos eredményt ért el

## Sífutás
Férfi
| Versenyző             | Versenyszám         | Eredmény  | Helyezés |
| --------------------- | ------------------- | --------- | -------- |
| Rögnvaldur Ingþórsson | 10 km               | 28:51,2   | 78.      |
| Rögnvaldur Ingþórsson | 15 km üldözőverseny | 46:56,2   | 69.      |
| Rögnvaldur Ingþórsson | 30 km               | 1:27:45,8 | 67.      |
| Rögnvaldur Ingþórsson | 50 km               | 2:32:52,9 | 60.      |
| Daníel Jakobsson      | 10 km               | 27:09,7   | 50.      |
| Daníel Jakobsson      | 15 km üldözőverseny | 42:57,0   | 49.      |
| Daníel Jakobsson      | 30 km               | 1:20:43,5 | 38.      |
| Daníel Jakobsson      | 50 km               | 2:24:57,0 | 55.      |